# Johanna Juhola
Johanna Juhola (née le 26 janvier 1978) est une accordéoniste et compositrice finlandaise.

## Biographie
Johanna Juhola a étudié l'accordéon au département de musique traditionnelle de l'académie Sibelius dont elle obtient un diplôme de Master en 2008.
Johanna Juhola a joué avec plusieurs groupes comme Troka, Duo Milla Viljamaa & Johanna Juhola, Las Chicas del Tango et Spontaani vire. 
Elle a aussi composé entre autres pour le Théâtre suédois, le Théâtre de l'Uusimaa central (fi) et le Q-teatteri. 
En 2007, elle participe à la demi finale à Helsinki du Concours Eurovision de la chanson 2007 avec sa composition Fantasiatango.

## Prix
En 2000, Johanna Juhola et le quintette Novjaro remportent la compétition internationale Astor Piazzolla.
En 2002, le Duo Milla Viljamaa & Johanna Juhola remporte le Prix  International "Citta di Castelfidardo"  dans la section Astor Piazzolla.

## Discographie
- Johanna Juhola: Fantasiatango Texicalli Records TEXCD106 (2010)
- Timo Alakotila, Vox Artis, Johanna Juhola, Ollitapio Lehtinen: Konsertto Melodiabassoharmonikalle ja kamariorkesterille IMPALA 1000 (2009)
- Kraft: Max Höjd Texicalli Records TEXCD096 (2009)
- Spontaani Vire: Korkea Kofeiinipitoisuus TEXCD092 (2008)
- Timo Alakotila & Johanna Juhola Duo: Vapaassa Tilassa Texicalli Records (2007)
- Las CHicas del Tango: La voz Femenina Texicalli Records (2007)
- Duo Milla Viljamaa & Johanna Juhola: Mi Retorno Texicalli Records TEXCD087 (2007)
- Johanna Juhola: Miette Texicalli Records TEXCD070 (2006)
- Troka: Raharinki Troka (2006)
- Keystone Cops: Just The Glow Bluelight Records (2006)
- Duo Milla Viljamaa & Johanna Juhola: PIazzolla Passage Finlandia Records (2003)